# Vola (album)
Vola è un album di Enzo Di Domenico, pubblicato nel 1982.

## Tracce
Lato A
1. Vola
2. Tu malatia
3. Mi sento giù
4. L'operaia
5. La fifa

Lato B
1. Bum bum
2. Tramonto
3. Vurria 'nnammurarme 'e te
4. Robot
5. Luna